# Fours (Nièvre)
Fours település Franciaországban, Nièvre megyében. Lakosainak száma 602 fő (2022. január 1.). Fours Thaix, Cercy-la-Tour, Montambert, La Nocle-Maulaix és Rémilly községekkel határos.

## Népesség
A település népességének változása:
| Lakosok száma | 685  | 658  | 656  | 645  | 643  | 642  | 641  | 622  | 602  |
|               | 2013 | 2015 | 2016 | 2017 | 2018 | 2019 | 2020 | 2021 | 2022 |